# 제1원리 계산
제1원리 계산법 (Ab initio quantum chemistry methods)은 양자화학에 그 기본 바탕을 둔 계산화학방법이다. 제 1원리 (Ab initio)라는 말은 계산이 다른 경험적 수량을 전혀 사용하지 않고 계산했다는 것을 뜻한다. 로버트 파는 이러한 용어가 데이비드 크랙의 편지에서 처음 쓰였으며, 1950년에 둘의 벤젠 분자의 들뜬 상태에 대한 논문에 삽입되었다고 인터뷰에서 밝혔다.

## 개요
가장 간단한 제1원리 전자 구조 계산은 순간적인 쿨롱 전자-전자 상호작용이 고려되지 않는 하트리-폭 방식으로, 전자간 힘은 평균장(mean field)으로 고려되게 된다. 이 방식은 변분법을 이용하므로, 파동 함수에서 얻어진 근사 에너지는 항상 정확한 에너지보다 크거나 같고, basis set의 크기카 커질수록 하트리-폭 한계라는 값에 수렴한다. 많은 계산 방법들은 하트리-폭 계산으로부터 유도되었고, 그 결과로서 전자간 척력에 대해서는 맞다. 묄러-플레셋 섭동이론과 커플드 클러스터 이론 (CC)은 하트리-폭 이후 방법들의 좋은 예이다. 결합 분리 과정과 같은 몇몇 경우에 있어 하트리-폭 방법은 정확하지 않으며, 이러한 일행렬식 함수는 하트리-폭 이후 방법들에 있어 좋은 기저함수가 되지 않는다. 그러므로, 다배열 자체 일관성 장 (MCSCF) 방식과 같은 한 개 이상의 행렬식을 가진 파동함수로 시작하는 것이 필요하며, 이러한 여러 행렬식을 참조하는 방법들이 개발되고 있다.
거의 언제나 슈뢰딩거 방정식을 풀기 위해서 쓰이는 LCAO에서 만들어지는 바탕 함수 집합 (basis set) 은 완전하지 않고, 이온화과정과 산란과정에 연관된 힐베르트 공간에 확장되지 못한다. 하트리-폭 방법과 배열 상호작용 (configuration interaction, CI) 방법에서, 이러한 근사들을 통하여 슈뢰딩거 방정식을 이산적인 해 집합을 가진 전자 분자 해밀토니안의 간단한 고윳값 방정식으로 다룰 수 있게 된다.

## 방법
가장 잘 쓰이는 제 1원리 전자 구조 방법들은 다음과 같다.

### 하트리-폭 방법
- 하트리-폭 방법 (HF)
- 제한된 열린 껍질 하트리-폭 (Restricted open-shell Hartree–Fock) (ROHF)
- 제한되지 않은 하트리-폭 (Unrestricted Hartree–Fock) (UHF)

### 하트리-폭 이후 방법
- 묄러-플레셋 섭동이론 (MPn)
- 배열 상호작용 (Configuration interaction) (CI)
- 짝지어진 클러스터 (Coupled cluster) (CC)
- 2차 배열 상호작용 (Quadratic configuration interaction) (QCI)
- Quantum chemistry composite methods

### 다중참조 방법
- 다중 배열 자체 일관성 장 (Multi-configurational self-consistent field) (MCSCF)
- 다중 참조 배열 상호작용 (Multi-reference configuration interaction) (MRCI)
- n-전자 외각 상태 섭동이론 (n-electron valence state perturbation theory) (NEVPT)
- 완전 활성 공간 섭동이론 (Complete active space perturbation theory) (CASPTn)

## 같이 보기
- 분자 모델링
- 밀도범함수이론
- 양자화학 컴퓨터 프로그램

## 정확성과 계산 시간
제 1원리 전자 구조 방법들은 모든 근사의 크기가 작을 때에 계산 결과들이 정확한 해에 수렴한다는 장점을 갖고 있다. 특히, 배열 상호작용 방법에서 모든 가능한 배열들이 삽입되었을 때 (이를 완전한 배열 상호작용, Full CI 라고 한다) 이 방법을 이용한 계산 결과는 슈뢰딩거 방정식의 정확한 비상대론적 해와 일치하게 된다. 그러나 이것이 수렴하는 과정은 보통 단조 함수가 아니며, 가장 대략적인 근사가 제일 좋은 결과를 낳을 때도 있다. 제 1원리 방법들의 최대 약점은 계산 시간인데, 제 1 원리 계산을 할 때엔 어마어마한 계산 시간과 메모리, 그리고 디스크 공간을 사용하게 된다. 하트리-폭 방법은 N을 기저 함수의 수라고 했을 때 N4 배 만큼의 계산 시간이 걸린다. 즉, N이 2배가 되면 시간은 16배가 더 걸리는 것이다. 그러나 실제로는 프로그램들이 0을 인지하고 아주 작은 적분들을 무시하게 되므로 N³에 가깝게 된다. 상호관련된 계산들은 N의 차수가 더 커지게 되는데, MP2 방법의 경우 N5, MP4의 경우에는 N6의 시간이 걸리고, 짝지어진 클러스터 방법의 경우 N7의 시간이 걸리게 된다.